# Cynanchum japonicum
Cynanchum japonicum là một loài thực vật có hoa trong họ La bố ma. Loài này được (C. Morren & Decaisne) Hemsl. mô tả khoa học đầu tiên năm 1889.